# Jan Havel
Jan Havel, češki hokejist, * 10. november 1942, Kolín, Středočeský, Češka.
Havel je v svoji karieri igral za klube Dukla Jihlava, Sparta Praga in Slavija Praga v češkoslovaški ligi, v kateri je skupno dosegel 282 golov. 
Za češkoslovaško reprezentanco je nastopil na enih olimpijskih igrah, kjer je bil dobitnik srebrne medalje, ter štirih svetovnih prvenstvih (brez olimpijskih iger), kjer je bil dobitnik ene srebrne in dveh bronastih medalj. Za reprezentanco je skupno odigral 63-ih tekem, na katerih je dosegel 34 golov.
Leta 2014 je bil sprejet v Češki hokejski hram slavnih.